# Mimocalanus heronae
Mimocalanus heronae är en kräftdjursart som beskrevs av Damkaer 1975. Mimocalanus heronae ingår i släktet Mimocalanus och familjen Spinocalanidae. Inga underarter finns listade i Catalogue of Life.